# レチョン

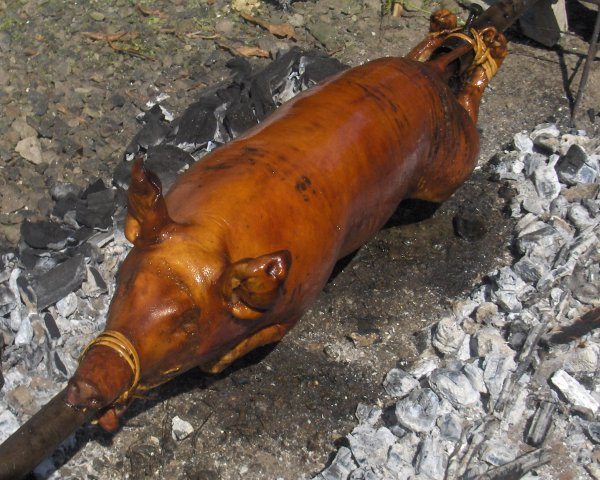
レチョン（フィリピンのカディスで撮影）

レチョン（Lechon）は、フィリピンなどの地域で食される豚肉の料理である。

## 概要
炭火で一頭の豚を丸ごと焼いた料理で、内臓を取り除かれて下味が付けられた豚に串を通し、木炭が入れられた窪みの上で豚を焼き上げる。豚に刺した串を回しながら全体に火を通し、十分な時間をかけて豚肉の表面を炙っていく。フィリピン、プエルトリコの国民食として知られており、「全ての豚を愛する」アメリカの料理人アンソニー・ボーディンはテレビ番組の収録で訪れたセブ島のレチョンが最上であると評価した。
フィリピンではカトリックの行事、収穫祭、村祭りなどのフィエスタ（祝祭）に欠かせない料理となっている。フィリピンの家庭でレチョンが作られることはあまりなく、外注したものが食べられている。飴色に焼けた皮が最も上等な部位とされており、尾と耳の部分は子供に人気がある。焼けた皮を素手で上手に剥がせるかが、マナーを計る物差しとなっていた。焼き上げの前に取り除かれた部位も再利用され、焼いたレバーを潰して搾り取った汁からはソースが作られ、血や内臓を使った煮込み料理のディヌガンも作られる。